# Crisilla cristallinula
Crisilla cristallinula là một loài ốc biển nhỏ, là động vật thân mềm chân bụng sống ở biển trong họ Rissoidae.